# 中山武公
中山武公（？—前407年），本名姬窟，為戰國中山國君主之一，中山國第二任君主，他為中山文公兒子，承襲中山文公的政權，在位為8年。
前414年，中山定都於顧（今河北省定州市）。前408年，魏文侯派樂羊借到赵国，攻打中山国。中山武公杀死樂羊的儿子显示守土的决心，将樂羊之子的肉做成肉羹送给樂羊。樂羊围攻三年，前406年，魏国灭中山。